# Liste von Persönlichkeiten der Stadt Liverpool
Die folgende Liste enthält in Liverpool geborene Persönlichkeiten, chronologisch aufgelistet nach dem Geburtsjahr. Ob die Personen ihren späteren Wirkungskreis in Liverpool hatten oder nicht, ist dabei unerheblich. Viele sind im Laufe ihres Lebens von Liverpool weggezogen und andernorts bekannt geworden. Die Liste erhebt keinen Anspruch auf Vollständigkeit.

## Bis 1850
- Jeremia Horrocks (1619–1641), Astronom
- George Stubbs (1724–1806), Maler und Wissenschaftler
- Robert Morris (1734–1806), Unternehmer
- John Almon (1737–1805), Journalist und Verleger
- Banastre Tarleton (1754–1833), Offizier
- James Whitfield (1770–1834), katholischer Erzbischof von Baltimore
- James Yates (1789–1871), Pfarrer, Archäologe und Amateurbotaniker
- Bede Polding (1794–1877), erster römisch-katholischer Bischof und Erzbischof von Sydney
- Nathaniel Bland (1803–1865), Orientalist und Cricketspieler
- William Ewart Gladstone (1809–1898), Politiker
- Anna Swanwick (1813–1899), Übersetzerin
- Richard Ansdell (1815–1885), Maler
- Wildman Whitehouse (1816–1890), Chirurg, Elektrotechniker und Telegrafist
- John Mercer Johnson (1818–1868), Gründervater der Kanadischen Konföderation
- Arthur Hugh Clough (1819–1861), Dichter
- George Q. Cannon (1827–1901), Politiker
- Joseph Barber Lightfoot (1828–1889), Theologe
- Alfred William Hunt (1830–1896), Landschaftsmaler
- Alfred Waterhouse (1830–1905), Architekt
- Samuel Montagu, 1. Baron Swaythling (1832–1911), Politiker
- Charles Santley (1834–1922), Opern- und Oratoriensänger
- William Stanley Jevons (1835–1882), Ökonom und Philosoph
- Richard Reid Dobell (1837–1902), kanadischer Unternehmer und Politiker
- Caroline Croom Robertson (1838–1892), College-Administratorin
- Catherine Walters (1839–1920), Mode-Trendsetterin
- Charles Booth (1840–1916), Philanthrop und Sozialforscher
- Augustus Radcliffe Grote (1841–1903), Biologe
- Michael Maybrick (1841–1913), Sänger, Organist, Komponist und Bürgermeister von Ryde
- Robert B. Elliott (1842–1884), Politiker
- Luke Fildes (1844–1927), Maler
- Ada Lewis-Hill (1844–1906), Amateurmusikerin und Stifterin
- Walter Crane (1845–1915), Maler und Illustrator
- James Smith Morland (1846–1921), englisch-südafrikanischer Maler und Kunstlehrer
- Kate Sheppard (1847–1934), Sozialreformerin und Suffragette
- William Henry Finlay (1849–1924), Astronom
- Thomas Littledale (1850–1938), Regattasegler

## 1851 bis 1900
- Herbert Weld Blundell (1852–1935), Afrikareisender, Archäologe, Philanthrop und Segler
- Francis Gotch (1853–1913), Neurophysiologe
- John William Evans (1855–1943), Politiker
- Francis Barraud (1856–1924), Maler
- Kenneth Mathiason Skeaping (1856–1946), Lithograf, Porträtmaler und Illustrator
- William Thomas Turner (1856–1933), Kapitän
- Allan Steel (1858–1914), Cricketspieler
- John Grenfell Maxwell (1859–1929), General
- Hattie Mahood (1860–1940), Journalistin, Seelsorgerin, Frauenrechtsaktivistin und Suffragette
- John Edward Lloyd (1861–1947), Historiker der walisischen Geschichte
- Frank Hornby (1863–1936), Erfinder, Geschäftsmann und Politiker
- Sebastian Ziani de Ferranti (1864–1930), Elektroingenieur
- Mary McCrossan (1865–1934), Malerin
- May Whitty (1865–1948), Schauspielerin
- Charles MacIver (1866–1935), Regattasegler und Schiffsmagnat
- Alfred Cheetham (1867–1918), Seemann
- Thomas Routledge (1867–1927), südafrikanischer Cricketspieler
- Herbert Samuel, 1. Viscount Samuel (1870–1963), Politiker und Diplomat
- Gertrude Macdonald (1871–1952), Malerin
- Arthur Wynne (1871–1945), Redakteur
- Harry Bradshaw (1873–1899), Fußballspieler
- Samuel Rickard Christophers (1873–1978), Tropenmediziner
- James Larkin (1874–1947), sozialistischer Aktivist
- Richard Calverley (1875–1915), Anglikanermönch
- William Ball (1876–1929), Fußballspieler
- William Davidson (1876–1939), Regattasegler
- Jack Cox (1877–1955), Fußballspieler
- Jimmy Ashcroft (1878–1943), Fußballtorhüter
- Konstantinos Paspatis (1878–1903), Tennisspieler
- George M. Ll. Davies (1880–1949), walisischer Pazifist und Mitglied des House of Commons für den Wahlkreis der vereinigten Universitäten in Wales
- Herbert Haresnape (1880–1962), Schwimmer und Wasserballspieler

### 1881 bis 1890
- Max Cary (1881–1958), Althistoriker
- Joe Hewitt (1881–1971), Fußballspieler
- Philip Manson-Bahr (1881–1966), Zoologe und Tropenmediziner
- Margarete Bruch (1882–1963), Schriftstellerin
- William MacKune (1882–1955), Turner
- Charles Brabin (1883–1957), Filmregisseur
- Herbert Drury (1883–1936), Turner
- Frederick Marquis, 1. Earl of Woolton (1883–1964), Politiker
- Dorothy Dudley (1885–1975), Historikerin, Lehrerin und Archäologin
- Kate Gardiner (1885–1974), Bergsteigerin
- Frederick Fleet (1887–1965), Matrose auf der Titanic
- Bert Jordan (1887–1983), Filmeditor
- George Patterson (1887–1955), Fußballtrainer
- Arthur Berry (1888–1953), Fußballspieler
- Daisy Curwen (1889–1982), Schwimmerin
- William Godfrey (1889–1963), Erzbischof von Westminster
- Leslie Banks (1890–1952), Schauspieler

### 1891 bis 1900
- Thomas Bennett (1891–1923), Fußballspieler
- Benjamin Howard Baker (1892–1987), Fußballspieler und Leichtathlet
- Max Woosnam (1892–1965), Sportler
- Vivian Gibson (1893–1981), Schauspielerin
- Tom Bromilow (1894–1959), Fußballspieler und -trainer
- Mary Langford (1894–1973), Schwimmerin
- Grace Marguerite Hay Drummond-Hay (1895–1946), Journalistin
- John Forest Hogan (1895–1962), römisch-katholischer Ordensgeistlicher, Bischof von Bellary
- Charles Petrie (1895–1977), Historiker
- George Catlin (1896–1979), politischer Wissenschaftler und Philosoph
- Doris Lloyd (1896–1968), Schauspielerin
- Léon Goossens (1897–1988), Oboist
- James Hanley (1897–1985), Schriftsteller
- Georg Mayer-Marton (1897–1960), Maler
- Gertrud Luckner (1900–1995), christliche Widerstandskämpferin gegen den Nationalsozialismus
- Charles Sutherland Elton (1900–1991), Ökologe und Zoologe

## 20. Jahrhundert

### 1901 bis 1920
- Leslie Fenton (1902–1978), Filmschauspieler und -regisseur
- Walter Bryan Emery (1903–1971), Ägyptologe
- James Larkin junior (1904–1969), sozialistischer Aktivist, Politiker und Führer der irischen Gewerkschaftsunion
- Lillian Birkenhead (1905–1979), Schwimmerin
- John Arthur Todd (1908–1994), Mathematiker
- Kenneth Ewart Boulding (1910–1993), Wirtschaftswissenschaftler
- Jerry Morris (1910–2009), Epidemiologe
- Shimon Applebaum (1911–2008), israelischer Archäologe
- Jesse Carver (1911–2003), Fußballspieler und -trainer
- William Patrick Hitler (1911–1987), Halbneffe Adolf Hitlers
- John Tinniswood (1912–2024), Supercentenarian
- Gordon Wilkins (1912–2007), Journalist und Autorennfahrer
- Mary Cannell (1913–2000), Historikerin und Hochschullehrerin
- Julian Wintle (1913–1980), Filmproduzent
- Marius Banks (1914–2001), römisch-katholischer Ordensgeistlicher, Apostolischer Präfekt von Volksrust
- Dan Eley (1914–2015), Chemiker
- Frederic Franklin (1914–2013), Tänzer und Theaterregisseur
- Geoffrey Gilbert (1914–1989), Flötist
- Rose Heilbron (1914–2005), Juristin, Richterin am High Court of Justice
- Richard L. M. Synge (1914–1994), Chemiker
- Len Carney (1915–1996), Fußballspieler
- Jack Balmer (1916–1984), Fußballspieler
- Rupert Davies (1916–1976), Schauspieler
- Lilian Bader (1918–2015), Aircraftwoman und Lehrerin
- Harry Kaye (1919–1992), Fußballspieler
- Betty Marsden (1919–1998), Schauspielerin
- Patricia Medina (1919–2012), Schauspielerin

### 1921 bis 1930
- Joe Fagan (1921–2001), Fußballspieler und -trainer
- Rosemary Lowe-McConnell (1921–2014), Limnologin und Ökologin
- Robert Runcie (1921–2000), Erzbischof von Canterbury und Primas der Church of England
- Audrey Fildes (1922–1997), Schauspielerin
- Ken Hughes (1922–2001), Filmregisseur, Drehbuchautor und Produzent
- Sheila Sim (1922–2016), Schauspielerin
- James Ramsden (1923–2020), Politiker
- Michael Holliday (1924–1963), Popsänger
- Laurie Hughes (1924–2011), Fußballspieler
- Paul Raymond (1925–2008), Stripclubbesitzer und Verleger
- George Melly (1926–2007), Autor, Jazz-Sänger und Gemäldesammler
- Lita Roza (1926–2008), Sängerin
- Anthony Shaffer (1926–2001), Drehbuchautor
- Peter Shaffer (1926–2016), Dramatiker
- Alan Bridges (1927–2013), Regisseur, Schauspieler und Produzent
- Ken Dodd (1927–2018), Sänger, Schauspieler und Entertainer
- Tommy Roberts (1927–2001), Fußballspieler
- Arthur Green (1928–1992), Fußballspieler
- Bill Rodgers (* 1928), Politiker
- Frankie Vaughan (1928–1999), Popsänger
- Sid Watkins (1928–2012), Neurochirurg
- Kevin O’Connor (1929–1993), römisch-katholischer Geistlicher und Weihbischof in Liverpool
- James Heneghan (1930–2021), Schriftsteller, ab 1957 in Kanda lebend
- Derek Nimmo (1930–1999), Schauspieler
- John Patrick Sullivan (1930–1993), britisch-US-amerikanischer Altphilologe

### 1931 bis 1940

#### 1931
- Ronald Bishop (1931–2023), Bogenschütze
- Anthony Kenny (* 1931), Philosoph
- Vincent Malone (1931–2020), römisch-katholischer Weihbischof
- John Shirley-Quirk (1931–2014), Opern- und Oratoriensänger

#### 1932
- Beryl Bainbridge (1932–2010), Schriftstellerin und Schauspielerin
- Ian Brownlie (1932–2010), Rechtswissenschaftler und Völkerrechtsexperte
- Jack Foster (1932–2004), neuseeländischer Marathonläufer
- Ian Hamer (1932–2006), Jazz-Trompeter
- Russ Hamilton (1932–2008), Songwriter und Sänger
- Norman Sheil (1932–2018), Radrennfahrer

#### 1933
- Tom Bell (1933–2006), Bühnen-, Film- und Fernsehschauspieler
- John Cavanagh (1933–2016), Radrennfahrer
- Elaine Fantham (1933–2016), Klassische Philologin
- Ron Rubin (1933–2020), Jazzmusiker

#### 1934
- David Burke (* 1934), Schauspieler
- Angela Buxton (1934–2020), Tennisspielerin
- Brian Epstein (1934–1967), Geschäftsmann
- Stu Hamer (1934–2014), Jazzmusiker
- Kevin McNamara (1934–2017), Politiker und Abgeordneter der Labour Party
- Gia Scala (1934–1972), US-amerikanische Schauspielerin

#### 1935
- April Ashley (1935–2021), Model und Trans-Pionierin
- James Gordon Farrell (1935–1979), Schriftsteller
- Joseph McClean (* 1935), Radrennfahrer
- George O’Brien (* 1935), Radrennfahrer
- Michael Williams (1935–2001), Schauspieler

#### 1936
- Tony Pringle (1936–2018), britisch-amerikanischer Jazzmusiker

#### 1937
- Richard Kenneth Brummitt (1937–2013), Botaniker
- Bobby Campbell (1937–2015), Fußballspieler und -trainer
- John Horton Conway (1937–2020), Mathematiker
- Tom Georgeson (* 1937), Schauspieler
- Charlie McCoy (* 1937), Radrennfahrer
- Peter Whitehead (1937–2019), Filmemacher und Autor

#### 1938
- Gerry Byrne (1938–2015), Fußballspieler

#### 1939
- Ron Atkinson (* 1939), Fußballspieler und -trainer
- Brian Jacques (1939–2011), Schriftsteller
- James Lloyd (1939–2013), Boxer
- Joseph Sambrook (1939–2019), britisch-australischer Molekularbiologe und Krebsforscher
- Kingsize Taylor (1939–2023), Musiker

#### 1940
- Joe Baker (1940–2003), Fußballspieler und -trainer
- John Best (1940–2014), Fußballspieler und -trainer
- Billy Fury (1940–1983), Rock’n’Roll-Sänger
- Brian Labone (1940–2006), Fußballspieler
- John Lennon (1940–1980), Musiker, Komponist und Autor
- Ric Colbeck († 1981), Jazzmusiker
- Pamela McCorduck (1940–2021), Journalistin und Sachbuchautorin
- Ringo Starr (* 1940), Musiker und Schauspieler

### 1941 bis 1950

#### 1941
- Derry Wilkie (1941–2001), Musiker

#### 1942
- Paul McCartney (* 1942), Musiker, Singer-Songwriter und Komponist, wohnte in der Forthlin Road 20 im Stadtteil Speke im Süden der Stadt
- Rita Tushingham (* 1942), Schauspielerin

#### 1943
- Cilla Black (1943–2015), Sängerin und Fernsehmoderatorin
- Berlie Doherty (* 1943), Kinder- und Jugendbuchautorin
- George Harrison (1943–2001), Musiker und Komponist, geboren in Wavertree
- Chris Lawler (* 1943), Fußballspieler
- Peter Matthews (* 1943), Radrennfahrer
- Jim McCarty (* 1943), Musiker
- Tommy Quickly (* 1943), Sänger

#### 1944
- Jimmy Campbell (1944–2007), Musiker, Sänger und Songwriter
- Mike McGear (* 1944), Musiker
- Tommy Wright (* 1944), Fußballspieler

#### 1945
- Terence Davies (1945–2023), Filmregisseur
- John Dransfield (* 1945), Botaniker
- Roy Dyke (* 1945), Musiker
- David Garrick (1945–2013), Opern- und Popsänger
- Tony Haygarth (1945–2017), Schauspieler, Theaterautor und Schriftsteller
- Bill Kenwright (1945–2023), Schauspieler und Produzent
- Ken Mulhearn (1945–2018), Fußballtorhüter
- Tommy Smith (1945–2019), Fußballspieler

#### 1946
- John Ramsey Campbell (* 1946), Autor
- Phil Carnall (* 1946), Radrennfahrer
- Edwina Currie (* 1946), Autorin, Radio- und Fernsehmoderatorin und Politikerin
- Aynsley Dunbar (* 1946), Schlagzeuger
- Paul Lynch (* 1946), Regisseur
- Ivor Roberts (* 1946), Botschafter
- Elisabeth Sladen (1946–2011), Schauspielerin
- Whistling Jack Smith (* 1946), Sänger
- Alison Steadman (* 1946), Theater-, Fernseh- und Filmschauspielerin

#### 1947
- Andrew Dalby (* 1947), Autor, Kulturhistoriker und Sprachwissenschaftler
- Albie Donnelly (* 1947), Saxofonist, Bandleader und Leadsänger
- Jacqueline Foster (* 1947), Politikerin
- Stephen F. Kelly (* 1947), Autor und Journalist
- Joey Molland (1947–2025), Rockmusiker
- Dave Rollinson (* 1947), Radrennfahrer

#### 1948
- Paul A. Marshall (* 1948), Politologe
- William Moore (* 1947), Radrennfahrer
- Roy McFarland (* 1948), Fußballspieler und -manager
- Salley Vickers (* 1948), Schriftstellerin
- Peter Williamson (* 1948), Snookerschiedsrichter

#### 1949
- Tony Cragg (* 1949), bildender Künstler
- Peter Edwards (* 1949), Chemiker

#### 1950
- John McAlle (* 1950), Fußballspieler
- Billy Brindle (* 1950), Fußballspieler
- Ken Robinson (1950–2020), Autor und Berater
- Tim Whitehead (* 1950), Jazzmusiker

### 1951 bis 1960
- John Conteh (* 1951), Boxer
- Linda Grant (* 1951), Schriftstellerin und Journalistin
- David Johnson (1951–2022), Fußballspieler
- Barry Jonsberg (* 1951), Schriftsteller
- Peter Withe (* 1951), Fußballspieler und -trainer
- David Yip (* 1951), Schauspieler
- Kevin Apter (* 1952), Radrennfahrer
- Clive Barker (* 1952), Schriftsteller und Regisseur
- Antony Hamilton (1952–1995), Filmschauspieler
- Dennis Mortimer (* 1952), Fußballspieler
- Shelagh Ratcliffe (* 1952), Schwimmerin
- Alexei Sayle (* 1952), Komiker, Schauspieler und Autor
- Mark Farrell (1953–2018), Tennisspieler
- Robert John Maudsley (* 1953), Serienmörder
- Ronald Moore (* 1953), Fußballspieler
- Doug Bradley (* 1954), Schauspieler
- Jimmy Case (* 1954), Fußballspieler
- Paul Gallagher (* 1954), römisch-katholischer Erzbischof
- Steve Martland (1954–2013), Komponist
- Phil Thompson (* 1954), Fußballspieler
- Peter Atkins (* 1955), Drehbuchautor
- Steve Coppell (* 1955), Fußball-Nationalspieler und Trainer
- Richard Priestman (* 1955), Bogenschütze
- Simon Rattle (* 1955), Dirigent
- Margaret Kelly (* 1956), Schwimmerin
- Guy Ryder (* 1956), Gewerkschafter und Politikwissenschaftler
- Stephen Baxter (* 1957), Science-Fiction-Autor
- David Fairclough (* 1957), Fußballspieler
- John Aldridge (* 1958), Fußballspieler und -trainer
- Ian Broudie (* 1958), Popmusiker und Musikproduzent
- Frank Cottrell Boyce (* 1959), Schriftsteller und Drehbuchautor
- Sammy Lee (* 1959), Fußballspieler und -trainer
- Paul McGann (* 1959), Schauspieler
- Eddie Parker (* 1959), Flötist des Modern Jazz und Komponist
- Paul Rutherford (* 1959), Popsänger
- Brian Borrows (* 1960), Fußballspieler
- Holly Johnson (* 1960), Sänger, Songschreiber und Maler
- Diane Samuels (* 1960), Schriftstellerin

### 1961 bis 1970
- Tom Cheesman (* 1961), Literaturwissenschaftler und Übersetzer
- Vincent Macaulay (* 1961), Basketballtrainer
- Steve McMahon (* 1961), Fußballspieler und -trainer
- Ken Stubbs (* 1961), Jazzmusiker
- Dave Watson (* 1961), Fußballspieler
- Richard Quest (* 1962), Nachrichtensprecher
- Colin Vearncombe (1962–2016), Musiker und Komponist
- Ray Finch (* 1963), Politiker
- Andrew Hussey (* 1963), Romanist
- Jason Isaacs (* 1963), Schauspieler
- J. V. Jones (* 1963), Fantasyautorin
- Ian Kirkham (* 1963), Saxophonist
- Julian Lennon (* 1963), Musiker und Komponist
- Brian Nash (* 1963), Gitarrist
- Peter Gill (* 1964), Schlagzeuger
- Ian Hart (* 1964), Schauspieler
- Paul Jewell (* 1964), Fußballspieler und -trainer
- Joey McLoughlin (* 1964), Radrennfahrer
- Ron Meadows (* 1964), Mechaniker und Manager
- David Morrissey (* 1964), Schauspieler, Produzent und Regisseur
- Mark O’Toole (* 1964), Sänger
- John Parrott (* 1964), Snookerspieler
- Mark Roberts (* 1964), Flitzer
- Gary Ablett (1965–2012), Fußballspieler und -trainer
- Ian Bishop (* 1965), Fußballspieler
- John Murphy (* 1965), Filmkomponist
- Mike Newell (* 1965), Fußballspieler und -trainer
- John Shackley (* 1965), Schauspieler
- Cathy Tyson (* 1965), Schauspielerin
- John Bishop (* 1966), Schauspieler und Komiker
- Chris Shepherd (* 1966), Regisseur, Drehbuchautor und Filmproduzent
- Vincenzo Pellegrino (* 1967), Schauspieler und Synchronsprecher
- Glen Sword (* 1967), Radrennfahrer
- Jonathan Harvey (* 1968), Theaterautor
- Zarqa Nawaz (* 1968), Autorin, Journalistin und Rundfunksprecherin
- Linda Chapman (* 1969), Schriftstellerin
- Ravi Kapoor (* 1969), Schauspieler
- Natasha Little (* 1969), Schauspielerin
- Damon Minchella (* 1969), Bassist und Songschreiber
- Lee Baxter (* 1970), Popsänger und Schauspieler
- Andrew Burnham (* 1970), Politiker
- Tim Hetherington (1970–2011), Fotojournalist
- Ian Nolan (* 1970), nordirischer Fußballspieler

### 1971 bis 1980
- Duncan Cameron (* 1971), Autorennfahrer
- Katy Carmichael (* 1971), Schauspielerin
- Sonia (* 1971), Popsängerin
- Rod Lawler (* 1971), Snookerspieler
- Adam F (* 1972), Jungle- und Drum-and-Bass-DJ und Produzent
- Paul Lewis (* 1972), Pianist
- Antonia Low (* 1972), deutsche Konzeptkünstlerin
- Phina Oruche (* 1972), Schauspielerin
- Peter Serafinowicz (* 1972), Schauspieler, Comedian, Synchronsprecher und Drehbuchautor
- Steve Appleton (* 1973), Fußballspieler
- Andrew Shovlin (* 1973), Ingenieur
- Steve Smith (* 1973), Hochspringer
- Tony Warner (* 1974), Fußballspieler
- Diane Allahgreen (* 1975), Hürdenläuferin
- Robbie Fowler (* 1975), Fußballspieler
- Kelly Kainz (* 1975), Tänzerin
- Bryan Hughes (* 1976), Fußballspieler
- Eimear McBride (* 1976), Schriftstellerin
- Paul Nuttall (* 1976), Politiker
- Geoff Rowley (* 1976), Profi-Skateboarder
- Stephen Parry (* 1977), Schwimmer
- Michael Xavier (* 1977), Schauspieler, Musicaldarsteller und Sänger
- Jake Berry (* 1978), Politiker
- Stephen Clemence (* 1978), Fußballspieler und -trainer
- Muna Otaru (* 1978), Schauspielerin
- Michael Ball (* 1979), Fußballspieler
- Sue Smith (* 1979), Fußballspielerin
- Tanya Tate (* 1979), Pornodarstellerin
- Philip Barantini (* 1980), Filmschauspieler, Filmregisseur und Drehbuchautor
- Shaun Evans (* 1980), Schauspieler
- Adam Farley (* 1980), Fußballspieler
- Philip Olivier (* 1980), Schauspieler

### 1981 bis 1990
- Tony Hibbert (* 1981), Fußballspieler
- Francis Jeffers (* 1981), Fußballspieler
- Liz McClarnon (* 1981), Popsängerin, Tänzerin und Moderatorin
- Kele Okereke (* 1981), Musiker, Sänger und Gitarrist
- Gary Taylor-Fletcher (* 1981), Fußballspieler
- Joey Barton (* 1982), Fußballspieler
- Alex Curran (* 1982), Model und Modekolumnistin
- Natasha Hamilton (* 1982), Sängerin, Songschreiberin, Tänzerin und Bühnenschauspielerin
- Rickie Lambert (* 1982), Fußballspieler
- David Leoni (* 1982), kanadischer Biathlet
- David Mulligan (* 1982), Fußballspieler
- Kevin Nolan (* 1982), Fußballspieler
- Amelia Warner (* 1982), Schauspielerin
- David Price (* 1983), Boxer
- Heidi Range (* 1983), Sängerin
- Ken Skupski (* 1983), Tennisspieler
- Maggie Davies (* 1984), Skeletonpilotin
- Natasha Jonas (* 1984), Profiboxerin
- Anyika Onuora (* 1984), Sprinterin
- Darren Potter (* 1984), Fußballspieler
- Ryan Taylor (* 1984), Fußballspieler
- John Welsh (* 1984), Fußballspieler
- Stephen Bunting (* 1985), Dartspieler
- Matthew Brammeier (* 1985), Bahn- und Straßenradrennfahrer
- Alexandra Louise Rosenfield Phillips (* 1985), Politikerin
- Wayne Rooney (* 1985), Fußballspieler
- Anthony Barry (* 1986), Fußballspieler und -trainer
- Abbey Clancy (* 1986), Fernsehmoderatorin und Model
- Lee Peltier (* 1986), Fußballspieler
- Coleen Rooney (* 1986), Moderatorin und Kolumnistin
- Michael Walsh (* 1986), Fußballspieler
- Joseph Dempsie (* 1987), Schauspieler
- Scott Dann (* 1987), Fußballspieler
- Stephen Darby (* 1988), Fußballspieler
- Adam Hammill (* 1988), Fußballspieler
- Samantha Quek (* 1988), Hockeyspielerin
- Aaron Cresswell (* 1989), Fußballspieler
- Neal Skupski (* 1989), Tennisspieler
- James Bulger (1990–1993), Mordopfer
- Anton Hysén (* 1990), schwedischer Fußballspieler
- John Rooney (* 1990), Fußballspieler

### 1991 bis 2000
- Toni Duggan (* 1991), Fußballspielerin
- Adam Forshaw (* 1991), Fußballspieler
- Bianca Walkden (* 1991), Taekwondoin
- Dale Jennings (* 1992), Fußballspieler
- Jessica King (* 1992), Fußballspielerin
- Darren Till (* 1992), Kampfsportler
- Ross Barkley (* 1993), Fußballspieler
- Jodie Comer (* 1993), Schauspielerin
- Ryan Edwards (* 1993), Fußballspieler
- Jon Flanagan (* 1993), Fußballspieler
- Alex Greenwood (* 1993), Fußballspielerin
- John Lundstram (* 1994), Fußballspieler
- Jamie Webb (* 1994), Leichtathlet
- Jamie Webster (* 1994), Folk-Pop-Sänger
- Sarah Beth Grey (* 1995), Tennisspielerin
- Jonjoe Kenny (* 1997), Fußballspieler
- Trent Alexander-Arnold (* 1998), Fußballspieler
- Tom Davies (* 1998), Fußballspieler
- Callum Lang (* 1998), Fußballspieler
- Rabbi Matondo (* 2000), walisischer Fußballspieler

## 21. Jahrhundert

### 2001 bis 2010
- Luca Connell (* 2001), Fußballspieler
- Paul Glatzel (* 2001), deutsch-englischer Fußballspieler
- Anthony Gordon (* 2001), Fußballspieler
- Thelo Aasgaard (* 2002), norwegisch-englischer Fußballspieler
- Joe Gelhardt (* 2002), Fußballspieler
- Curtis Jones (* 2001), Fußballspieler
- Darci Shaw (* 2002), Schauspielerin
- Jayden Danns (* 2006), Fußballspieler